# 9569 Quintenmatsijs
9569 Quintenmatsijs este un asteroid din centura principală de asteroizi.

## Descriere
9569 Quintenmatsijs este un asteroid din centura principală de asteroizi. A fost descoperit pe 11 februarie 1988 la Observatorul La Silla de Eric Walter Elst. Asteroidul prezintă o orbită caracterizată de o semiaxă mare de 2,43 ua, o excentricitate de 0,19 și o înclinație de 5,5° în raport cu ecliptica.